# 比利亚尔迪加
比利亚尔迪加，是西班牙卡斯蒂利亚-莱昂萨莫拉省的一个市镇。 总面积17平方公里，总人口108人（2001年），人口密度6人/平方公里。